# Bestuurlijke indeling

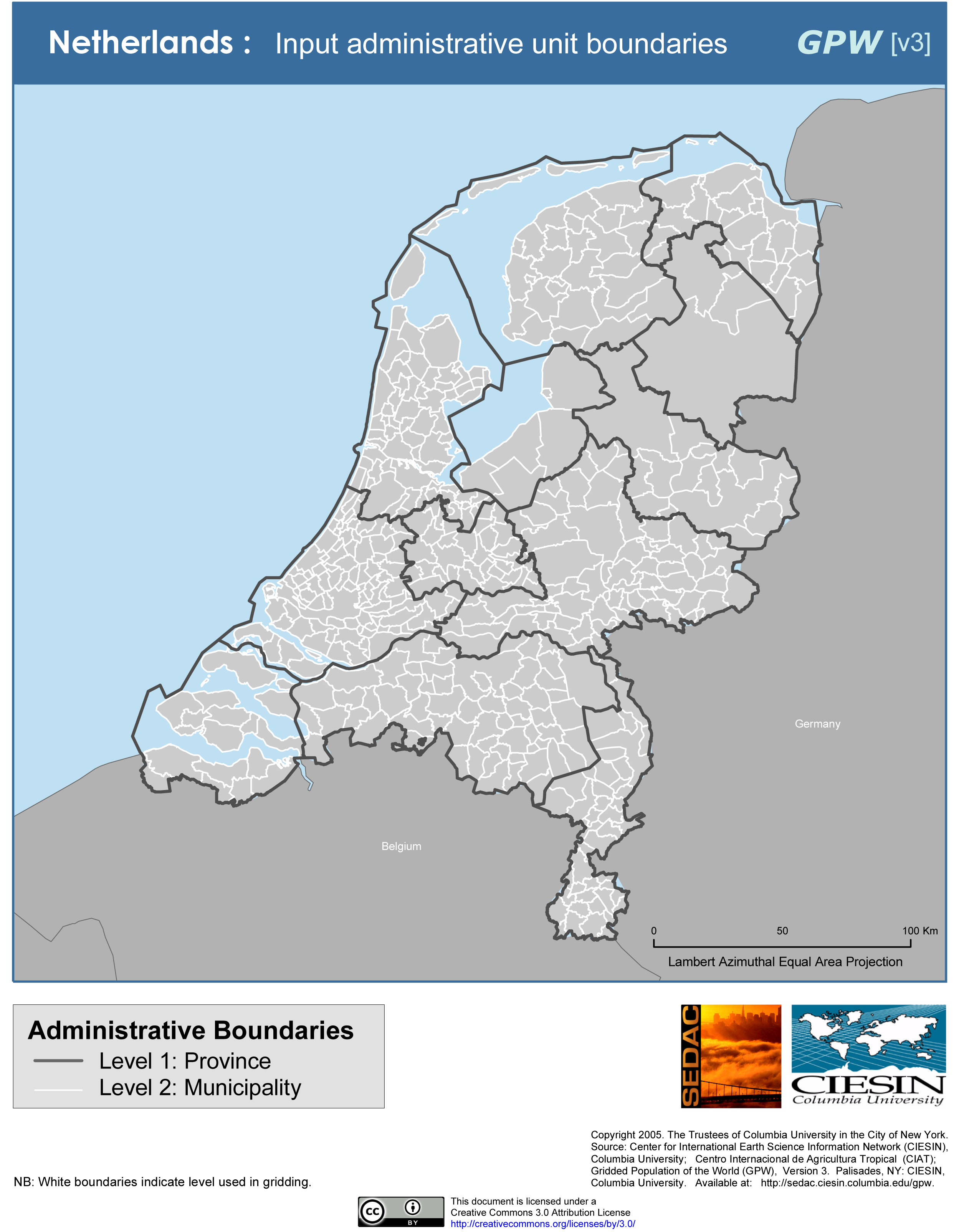
Bestuurlijke indeling van Nederland

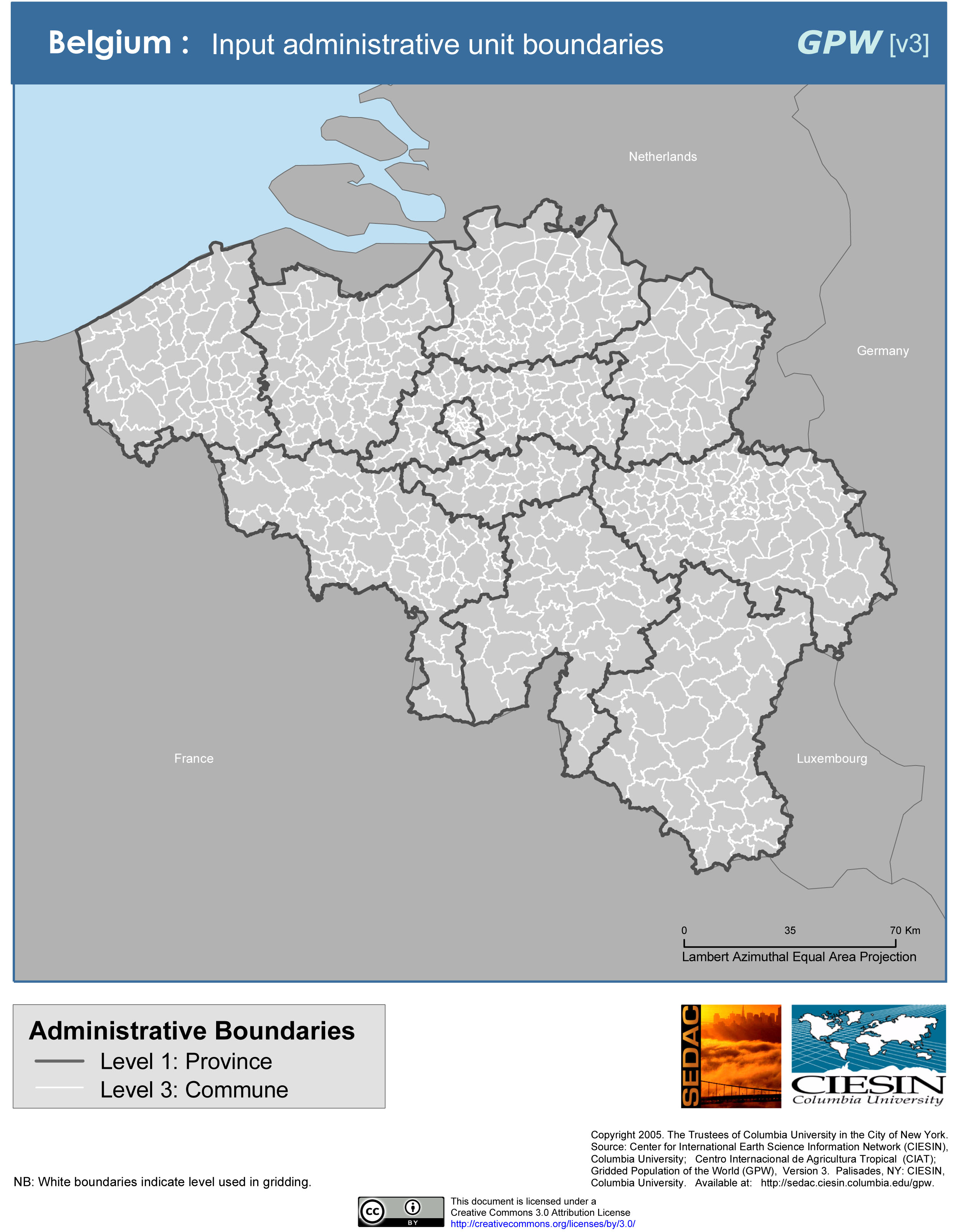
Bestuurlijke indeling van België

In de bestuurlijke indeling van een land of staat is over het algemeen sprake van verscheidene bestuurslagen. Het aantal bestuurslagen en de naamgeving van elke laag verschilt per natie. Voor de verhoudingen tussen deze bestuurslagen zijn verschillende modellen in gebruik. Zo is Nederland bijvoorbeeld een gedecentraliseerde eenheidsstaat, met als adagium "laag doen wat laag kan". Frankrijk daarentegen is een centralistische staat en Duitsland een federatie. 
In Nederland bestaan drie soorten bestuurslagen: 
- rijk
- provincie
- gemeente

België heeft vijf hoofdbestuurslagen:
- federaal
- gemeenschappen
- gewesten
- provincie
- arrondissement
- steden en gemeenten

Daarnaast zijn er ook nog de Polders en Wateringen en de Politiezones.